# 愛恋川
「愛恋川」（あいれんがわ）は、2022年9月28日に発売された瀬川瑛子のシングル。瀬川のデビュー55周年記念作品としてリリースされた。

## タイアップ
ゴーゴーカレーグループではデビュー55周年を迎えた瀬川とのコラボレーションとして「愛恋川」発売記念「秋野菜たっぷりカレー」を9月27日から11月20日までの55日限定で販売。

## 収録曲
| 全作曲: 徳久広司、全編曲: 南郷達也。 |                                      |              |            |      |
| #                                    | タイトル                             | 作詞         | 作曲・編曲 | 時間 |
| 1.                                   | 「愛恋川」                           | かず翼       | 徳久広司   | 4:54 |
| 2.                                   | 「黄昏みなと」                       | 日野浦かなで | 徳久広司   | 4:22 |
| 3.                                   | 「愛恋川」(オリジナル・カラオケ)     |              | 徳久広司   | 4:53 |
| 4.                                   | 「黄昏みなと」(オリジナル・カラオケ) |              | 徳久広司   | 4:20 |
| 合計時間:                            | 合計時間:                            | 合計時間:    | 18:29      |      |